# Droppgökbi
Droppgökbi (Nomada guttulata) är en biart som beskrevs av Schenck 1861. Den ingår i släktet gökbin och familjen långtungebin. Inga underarter finns listade i Catalogue of Life.

## Beskrivning
Droppgökbiets hona har svart grundfärg på huvud och mellankropp, men med röda markeringar på käkarna, överläppen, delar av munskölden, kring ögonen på kinderna och på mellankroppen. Hanen har honans röda ansiktsmarkeringar till stor del (om än inte fullständigt) ersatta med gult, och markeringarna på mellankroppen inskränker sig i regel till bara ett par röda fläckar. Bakkroppen är även den röd hos båda könen, med mindre, gula fläckar på sidorna av tergiterna (ovansidans segment) 2 till 4. Det förekommer att tergit 3 och 4 har de gula prickarna i dubbel uppsättning. Tergiterna har dessutom i större eller mindre grad svarta markeringar. Kroppslängden är 7 till 9 mm.

## Ekologi
Droppgökbiet bygger inga egna bon, utan larven lever som boparasit hos blodsandbiet (Andrena labiata) där den dödar ägget eller larven och lever på det insamlade matförrådet. Arten håller till i liknande habitat som värdarten, främst örtrika gräsmarker, gärna naturbetesmarker med lågt betestryck, men även golfbanor, vägkanter, outnyttjade sandtäkter som börjat växa igen, skogsbryn och buskmarker. Eftersom värdarten framför allt har teveronika som pollenkälla, föredrar droppgökbiet habitat med förekomst av denna växt. Självt besöker droppgökbiet också gärna teveronika, men även smörblommor och gåsört. Arten har endast en generation per år och flyger från maj till slutet av juni, men hanarna förekommer endast i början av flygtiden.

## Utbredning
I Sverige förekommer arten i ungefär samma områden som värdarten, Skåne, Blekinge, Småland, Öland, Västmanland, Närke, Uppland, Dalarna och Gästrikland. Arten har tidigare även förekommit på Gotland, men betraktas sedan många år (räknat från 2025) som lokalt utdöd.
I Finland saknas arten helt.
Utbredningsområdet sträcker sig i övrigt från södra England, större delen av den europeiska kontinenten och österut till Japan. 

## Status
Arten fanns länge i Sverige endast i Skåne, Öland och Gotland. Mellan 2005 och 2009 har den emellertid expanderat kraftigt (se ovan under Utbredning.) Arten var 2005 klassificerad som sårbar ("VU"), men har sedan 2010 nerklassificerats till nära hotad ("NT"). Ett möjligt hot är igenväxning. Eftersom många betesdjur uppskattar teveronika, som är viktig för värdarten, påverkas droppgökbiet även av ett för högt betestryck.